# Efebe van Marathon
De Efebe van Marathon of Marathonjongen is een oud-Grieks bronzen beeld, gevonden in de Egeïsche Zee in de Baai van Marathon in 1925. Het wordt bewaard in het Nationaal Archeologisch Museum van Athene waar het wordt gedateerd rond 340-330 v.Chr. Het museum suggereert dat de afgebeelde jongen de winnaar is van een atletiekwedstrijd, door de band op het hoofd, die eindigt in een rechtopstaand blad boven het voorhoofd. Het voorwerp dat hij in zijn rechterhand hield is niet bewaard gebleven. Met zijn zachte spieren en overdreven contrapposto (houding), is de stijl geassocieerd met de school van Praxiteles. De opgeheven arm en de gewichtsverdeling geven aan dat in zijn oorspronkelijke context deze efebe leunde tegen een verticale steun, zoals een kolom. Het heeft een hoogte van 1,30 m en is een van de meesterwerken van de late klassieke periode.